# Grup Alba
El grup Alba fou un grup d'havaneres nascut a la Bisbal d'Empordà a finals dels anys 1960 principis dels 70. El grup estava format per Dídac Faix, Josep Mont, Quim Figueras, Josep Xicoira, Josep Carreras, Jesús Santamaria, Josep Geli, Alfons Ferriol, Artur Brasas, Ernest Nonell, Josep Rovira, Carles Mir, Joan Cortés, Ramon Mercader i Ramon Carreras. i Perich El seu acompanyament era de F. Orteu, guitarra; Ll Borrull, acordió i Albert Moraleda, contrabaix. Va ser un dels més veterans dins la cantada d'havaneres de Calella de Palafrugell. Finalment es va dissoldre a mitjans dels anys 1980. D'aquest grup se'n desprengueren dues formacions l'any 1974: el grup Rems, on el mestre Ramon Carreras se'n anar a viure a Barcelona; i a mitjans dels 80 concretament l'any 85 neix el grup Gavarres, que desapareix l'octubre de l'any 1989 i en neix el grup Voramar, encara en actiu.

## Discografia
El grup Alba enregistrà un total de quatre discos, que en aquella època eren de vinil:
- 1973 Havaneres catalanes, editat amb la casa Edigsa de Barcelona.
- 1977 Havaneres Grup Alba, editat amb la casa Apolo Records.
- 1979 Havaneres catalanes Grup Alba, editat amb la casa Edigsa de Barcelona.
- 1979 Havaneras Grup Alba, editat també la casa Edigsa de Barcelona.

## Repertori
El repertori del grup Alba combinava amb havaneres, valsets, masurques i sardanes. Algunes de les cançons són: «Lejos de ti», «La ciutat cremada», «Mar endins», «La colombiana», «El vell dansaire», «Dins la barqueta», «La coloma», «Cala Montgó», «Llop de Mar», «Salió de Jamaica», «Mi Península», «A la orilla de un palmar», «La gàbia», «Masurca i un llarg», etc.